# Natikillah
"Natikillah" é uma canção da artista musical argentina Nathy Peluso. Foi lançada em 15 de fevereiro de 2019 pela agência de gestão espanhola Taste The Floor.

## Antecedentes
Logo após o lançamento do último single do EP La Sandunguera, "Estoy Triste", Nathy iniciou a sua primeira turnê como artista principal, a La Sandunguera Tour, que lhe possibilitou a se apresentar em países da Europa, América do Sul e América do Norte. Em 6 de setembro de 2018, a cantora estreou o mini documentário "On Da Road", que mostra os bastidores de sua apresentação na Grã-Canária em 25 de agosto do mesmo ano. Ainda no mesmo ano, Peluso participou de campanhas de marcas como a Adidas e a NARS Cosmetics.

## Gravação e lançamento
Em entrevista para a versão espanhola da revista e site estadunidense-canadense Vice, Nathy contou que, durante uma sessão de estúdio com o DJ e produtor musical chileno Pedro Campos — conhecido também como Peter Party —, ele mostrou o instrumental da canção para ela e ela escreveu a letra "em um piscar de olhos". De acordo com Peluso, ela "cuidou da letra e dos vocais, e ele se concentrou no instrumental, depois moldaram o conjunto, e finalmente o mesclaram e masterizaram na cidade de Los Angeles, nos Estados Unidos".
Horas antes de seu lançamento, a canção foi anunciada por Nathy em suas redes sociais. "Natikillah" liberada oficialmente em 15 de fevereiro de 2019 às 00:15 UTC+1 junto com o videoclipe. Foi o primeiro single de Peluso a ser lançado desde "Estoy Triste", que foi lançado em abril de 2018. O seu desempenho comercial foi "mediano", tendo em vista que, no serviço de streaming Apple Music, a música ingressou no ranking de hip-hop/rap em 8 países e no de faixas latinas em 7 países. Totalizando os do YouTube e do Spotify, "Natikillah" acumula mais de 17 milhões de streams.

## Estrutura musical e letra
"Natikillah" mistura hip hop latino e R&B contemporâneo, dois dos gêneros musicais mais populares da história. A canção também apresenta elementos de pop rap e crunk. A faixa, que é em spanglish, foi composta por Nathy em parceria com Pedro Campos, que já havia trabalhado com ela na maioria dos singles anteriores. A revista independente Mondo Sonoro apontou que "Natikillah" contém referências ao R&B, rap e hip hop do início do século 21. Jordi Bardají, do site Jenesaispop, comparou o single aos do rapper norte-americano 50 Cent.
A canção é um "apelo" dedicado a todos aqueles homens que não sabem o que estão procurando em uma mulher. "O que você sabe sobre mim?" é a ideia mais repetida que molda o refrão da canção. Irene Sierra, redatora do site espanhol WatMag, opinou que "Natikillah" narra cada uma dos pontos bons que definem Peluso como pessoa: desde seu amor pela comida ("Quero o maior prato da minha mesa / Com feijão, ovo e maionese") até seus sentimentos mais hedonistas ("Oh, escute, eu quero o coração cheio / Eu quero um homem bonito para beijar minha pele").

## Promoção
Nathy cantou a música pela primeira vez em 22 de fevereiro de 2019 na La Riviera, uma das salas de concertos mais importantes de Madrid. Dois dias depois, Peluso cantou a canção na 7.ª edição do talent show espanhol Fama, ¡a bailar!. Foi lançado um challenge do single no aplicativo de mídia TikTok, em que os usuários deveriam, utilizando a hashtag #FamaABailarChallenge, imitar um passo de dança realizado pela cantora argentina durante a sua performance no programa. Em 28 de maio, a canção foi escolhida pela corporação transnacional sul-coreana Samsung para ser o jingle do comercial da campanha Somos Smart Girl, onde Peluso foi uma das protagonistas. Em 8 de maio de 2020, "Natikillah" foi incluída na trilha sonora da série espanhola "Valeria".

## Vídeo musical
O videoclipe foi dirigido por Javier Díaz — que já havia trabalhado com a cantora no vídeo musical de "La Sandunguera", primeiro single do EP com mesmo nome (2018) —, com Christian González como coreógrafo e Elena Pérez como assessora estética. Com o patrocínio da empresa alemã Adidas, o vídeo alterna takes de Peluso cantando em frente a uma mesa cheia de "feijão, ovos e maionese", mostrando-se em frente à inúmeras televisões, dançando com os seus dançarinos em frente ao um fundo branco, sendo fotografada em uma passarela e dirigindo um jet ski de saltos altos.

## Lista de faixas
| Download digital |              |                              |         |  |
| N.º              | Título       | Compositor(es)               | Duração |  |
| 1.               | "Natikillah" | Nathalia Peluso Pedro Campos | 3:09    |  |